# Ferdinand Chotek
Ferdinand Chotek, též Ferdinand hrabě Chotek z Chotkova a Vojnína (25. července 1838 Veltrusy – 17. července 1913 Volšovy), byl český šlechtic z rodu Chotků a politik, za Rakouska-Uherska na přelomu 19. a 20. století poslanec Říšské rady.

## Biografie

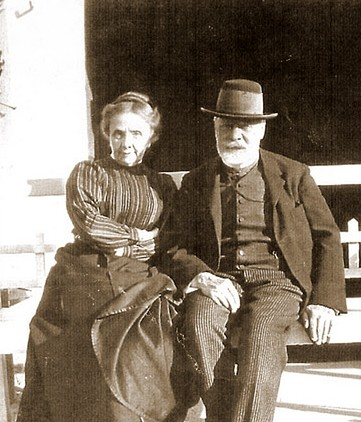
Ferdinand Chotek s chotí Josefinou, roz. Sweerts-Sporck (počátek 20. století)

Jeho otcem byl hrabě Jindřich Chotek, bratrem politik Emerich Chotek. Ferdinand se roku 1869 oženil s hraběnkou Josefou Sweerts-Sporckovou.
Vystudoval práva na Karlo-Ferdinandově univerzitě v Praze. Od roku 1857 nastoupil do státní správy. Vedl okresní hejtmanství v Týně nad Vltavou. Pak se stáhl do soukromí. Roku 1871 koupil zámek a statek Volšovy u Sušice. V roce 1876 se stal okresním starostou v Sušici. Byl nositelem titulu c. k. komořího.
V zemských volbách v roce 1883 byl zvolen do Českého zemského sněmu v kurii velkostatkářské (nesvěřenecké velkostatky). Od roku 1883 do roku 1889 zasedal i jako člen zemského výboru. Do sněmu se vrátil v zemských volbách v roce 1895 a mandát tu obhájil i ve volbách v roce 1901 a volbách v roce 1908. Byl členem Strany konzervativního velkostatku.
V 90. letech 19. století se zapojil i do celostátní politiky. V doplňovacích volbách roku 1894 získal mandát na Říšské radě za velkostatkářskou (nefideikomisní) kurii v Čechách. Slib složil v březnu 1894. Uspěl pak za týž obvod i v řádných volbách do Říšské rady roku 1897 a volbách do Říšské rady roku 1901. Rezignace na poslanecké křeslo byla oznámena na schůzi 26. září 1905. K roku 1901 se profesně uvádí jako komoří a statkář.
Zemřel v červenci 1913 na svém zámku ve Volšovech, podlehnuv záchvatu mrtvice.